# Mariama Sonko
 (janvier 2025).
Pour les articles homonymes, voir Sonko.
 (décembre 2024).
 (décembre 2024).
La mise en forme du texte ne suit pas les recommandations de Wikipédia : il faut le « wikifier ».
Les points d'amélioration suivants sont les cas les plus fréquents. Le détail des points à revoir est peut-être précisé sur la page de discussion.
- Les titres sont pré-formatés par le logiciel. Ils ne sont ni en capitales, ni en gras.
- Le texte ne doit pas être écrit en capitales (les noms de famille non plus), ni en gras, ni en italique, ni en « petit »…
- Le gras n'est utilisé que pour surligner le titre de l'article dans l'introduction, une seule fois.
- L'italique est rarement utilisé : mots en langue étrangère, titres d'œuvres, noms de bateaux, etc.
- Les citations ne sont pas en italique mais en corps de texte normal. Elles sont entourées par des guillemets français : « et ».
- Les listes à puces sont à éviter, des paragraphes rédigés étant largement préférés. Les tableaux sont à réserver à la présentation de données structurées (résultats, etc.).
- Les appels de note de bas de page (petits chiffres en exposant, introduits par l'outil «  Source ») sont à placer entre la fin de phrase et le point final[comme ça].
- Les liens internes (vers d'autres articles de Wikipédia) sont à choisir avec parcimonie. Créez des liens vers des articles approfondissant le sujet. Les termes génériques sans rapport avec le sujet sont à éviter, ainsi que les répétitions de liens vers un même terme.
- Les liens externes sont à placer uniquement dans une section « Liens externes », à la fin de l'article. Ces liens sont à choisir avec parcimonie suivant les règles définies. Si un lien sert de source à l'article, son insertion dans le texte est à faire par les notes de bas de page.
- La présentation des références doit suivre les conventions bibliographiques. Il est recommandé d'utiliser les modèles {{Ouvrage}}, {{Chapitre}}, {{Article}}, {{Lien web}} et/ou {{Bibliographie}}. Le mode d'édition visuel peut mettre en forme automatiquement les références.
- Insérer une infobox (cadre d'informations à droite) n'est pas obligatoire pour parachever la mise en page.

Pour une aide détaillée, merci de consulter Aide:Wikification.
Si vous pensez que ces points ont été résolus, vous pouvez retirer ce bandeau et améliorer la mise en forme d'un autre article.
Mariama Sonko est une femme sénégalaise qui milite pour la Souveraineté alimentaire en Afrique de l'Ouest. Elle est notamment présidente du mouvement Nous sommes la Solution, qui lutte pour l'autonomisation des femmes.

## Jeunesse
Mariama Sonko est née au début des années 1970, à Niaguis, au sud du Sénégal, dans la région de Casamance. Alors qu’elle était encore enfant, son père décède et sa mère doit alors lutter pour prendre soin d’elle, ses frères et ses sœurs. Or, comme souvent en Afrique de l’Ouest, au Sénégal les femmes n’ont pas le droit de posséder des terres car elles sont supposées quitter leur communauté et se marier. Cette région a un haut potentiel agricole, toutefois, elle fait face à des inégalités foncières et aux conséquences du changement climatique. Après cette mariée, Mariama déménage dans la ville de son mari et décide alors de s'allier à un groupe de femmes et convainc un propriétaire de leur louer une petite parcelle de terre en échange d’une partie de la récolte. Mais quelques années plus tard, alors que les plantations étaient prêtes à la récolte, le propriétaire les a expulsés. Mariama décide alors de s’engager dans la lutte pour l'autonomisation des femmes rurales et devient une figure centrale de l’agroécologie en Afrique de l’Ouest.

## Mouvement Nous sommes la Solution[3]
Mariama Sonko est actuellement présidente du mouvement Nous sommes la Solution. Il regroupe des femmes rurales de plusieurs pays d’Afrique de l’Ouest (Sénégal, Burkina Faso,  Gambie, Guinée-Bissau…). Cette organisation milite pour des politiques agricoles basées sur les pratiques traditionnelles et durables, en opposition au modèle agro-industriel.
Principaux axes d’action : 
- Lutte pour la souveraineté alimentaire en encourageant l’utilisation de semences locales et la préservation des techniques agricoles traditionnelles.
- Lutte pour l’autonomisation des femmes rurales en leur offrant des formations sur les droits fonciers et des outils pour gérer des projets agricoles.
- La protection de l’environnement notamment avec la promotion de pratiques durables et respectueux des écosystèmes locaux, comme l’agroforesterie et le compostage[4].

## Accomplissements de Mariama
Mariama Sonko a joué un rôle clé dans le développement de plusieurs projets notamment portés par le mouvement Nous sommes la Solution.
- Au Sénégal : elle a fondé des centres de formation dans son village de Niaguis. Cela a permis de former des centaines de femmes rurales à des méthodes agricoles respectueuses de l’environnement. Ces centres employant une vingtaine de personnes, ils jouent un rôle important dans l’économie locale.
- En Guinée Conakry et au Burkina Faso : elle a initié des fermes pilotes où sont expérimentées des techniques d’agroforesterie, la préservation des semences paysannes, et des pratiques favorisant la régénération des sols. L’objectif est notamment de réduire la dépendance des agriculteurs aux intrants chimiques mais aussi d’augmenter leur résilience face aux changements climatiques.

Depuis le début de sa présidence, le mouvement Nous sommes la Solution, s’est fortement développé et compte aujourd’hui plus de 115 000 membres. Cela a été permis par son leadership et sa manière de structurer l’organisation.

## Défis rencontrés
Mariama Sonko a dû surmonter plusieurs obstacles personnels et professionnels tout au long de son engagement. Ces derniers illustrent sa détermination et son courage pour continuer de faire avancer son combat pour l'agroécologie et l'autonomisation des femmes.

### Isolement dans son combat
La plupart des mouvements sociaux et politiques sont menés par des hommes, en tant que femme leader, Mariama s’est donc parfois retrouvée assez isolée. Cela a été particulièrement marqué pour la création et la gestion de Nous sommes la Solution durant laquelle sa légitimité a souvent été remise en cause. Les engagements du mouvement ont intensifié cela. En effet, dans une environnement patriarcal, il est d’autant plus compliqué de faire valoir une organisation luttant pour l’autonomisation

### Menaces et intimidations
Mariama Sonko a également été confrontée à des menaces physiques et psychologiques. Dans des contextes où les intérêts économiques liés à l’agriculture industrielle sont puissants, elle a subi des pressions pour abandonner ses idées et ses projets. Ces menaces incluent non seulement des intimidations verbales, mais aussi des tentatives d'intimidation par des acteurs politiques et économiques qui soutiennent les grandes industries agro-alimentaires.

### Difficultés logistiques et financières
La gestion d’un réseau aussi vaste que celui de Nous sommes la Solution, qui compte plus de 115 000 membres, a représenté un défi logistique et financier considérable. Obtenir des fonds, surtout dans un contexte où les femmes sont souvent exclues des circuits traditionnels de financement, a été un obstacle majeur. Mariama a dû trouver des partenariats internationaux et mobiliser des ressources locales pour maintenir les activités du mouvement.

## Avenir
Mariama Sonko œuvre actuellement à la création de sept nouveaux centres de formation dans le sud du Sénégal pour répondre à une demande croissante. Elle reste une défenseure acharnée de la place des femmes dans les solutions climatiques et la prise de décision communautaire. Pour elle, l'agroécologie n'est pas seulement une solution agricole, mais aussi une voie vers une justice sociale et environnementale durable